# Cloreto de 4-nitrobenzoíla
Cloreto de 4-nitrobenzoíla, cloreto de para-nitrobenzoíla ou cloreto de p-nitrobenzoíla é o composto orgânico de fórmula C7H4ClNO3, SMILES c1cc(ccc1C(=O)Cl)[N+](=O)[O-] e massa molecular 185,56. É classificado com o número CAS 122-04-3. Apresenta ponto de ebulição de 202-205 °C a 105 mmHg, ponto de fusão 71-74 °C, densidade 1,53 g/mL e ponto de fulgor 102 °C. É o derivado nitrado na posição para do cloreto de benzoíla.
É intermediário na síntese de diversos corantes.